# معركة الجزيرة الخضراء الأولى
معركة الجزيرة الخضراء الأولى، هي معركة بحرية جرت في 6 يوليو 1801 (17 ميسيدور بحسب التقويم الجمهوري الفرنسي) بين سرب من السفن الخطية التابعة للبحرية الملكية البريطانية وسرب أصغر للبحرية الفرنسية في مرسى الجزيرة الخضراء في أحد الموانئ الإسبانية المحصنة عند مضيق جبل طارق. فاق البريطانيون خصومهم عددًا، لكن حُصنت المواقع الفرنسية ببطاريات المدافع الإسبانية والمياه الضحلة التي حالت دون دخول السفن البريطانية خليج الجزيرة الخضراء. توقف السرب الفرنسي، تحت قيادة الأدميرال تشارلز لينوي، في الجزيرة الخضراء في طريقه إلى القاعدة البحرية الإسبانية الرئيسية في قادس، إذ كان من المقرر أن يشكلوا أسطولًا فرنسيًا وإسبانيًا مشتركًا للعمليات ضد بريطانيا وحلفائها في حروب الثورة الفرنسية. سعى البريطانيون، تحت قيادة الأدميرال السير جيمس سوماريز، إلى القضاء على السرب الفرنسي قبل أن يتمكن من الوصول إلى قادس وتشكيل قوة قوية بما يكفي لسحق سوماريز وشن هجمات ضد القوات البريطانية في البحر الأبيض المتوسط.
أبحر سرب سوماريز، الضعيف نسبيًا والذي تألف من ست سفن خطية، مباشرةً من منطقة الحصار البحري قبالة قادس، تحت قيادة لينوي. شن سوماريز هجومًا فوريًا على المرسى عبر المياه الضحلة لخليج الجزيرة الخضراء، بعد اكتشاف وجود الفرنسيين في مرسى في الجزيرة الخضراء صباح يوم 6 يوليو. على الرغم من أن الهجوم الأولي تسبب في أضرار جسيمة للسفن الفرنسية، أدت الرياح الخفيفة والمياه الضحلة إلى تعرض السفينة البريطانية إتش إم إس هانيبال لنيران كثيفة، بينما دُفعت السفن الفرنسية إلى الشاطئ لتجنب الاستيلاء عليها. مع فشل مخططه، أمر سوماريز سربه بالانسحاب، وخرجت خمس من سفنه من الخليج بينما ظلت إتش إم إس هانيبال تحت الحصار. تحمل الكابتن سولومون فيريس نيران العدو لمدة نصف ساعة قبل تسليم سفينته، على الرغم من انعزاله وعدم قدرته على المناورة.
عانى الطرفان من أضرار وخسائر جسيمة، ولكن أدرك كلاهما أنه سيتحتم عليهما مواجهة بعضهما البعض مجددًا، وبالتالي فإن تداعيات الهزيمة البريطانية كانت واحدة من أكثر الحوادث سفكًا للدماء في جبل طارق والجزيرة الخضراء وكاديز. وفي حين أجرت الأسراب البريطانية والفرنسية إصلاحات متسرعة، كان الأسطول الفرنسي والإسباني في قادس يستعدون لمهمة إنقاذ، كما وصل سرب ثقيل إلى الجزيرة الخضراء في 12 يوليو. غادر السرب الإسباني مع سفن لينوي، وتعرضوا للهجوم مرة أخرى على يد سرب سوماريز في معركة الجزيرة الخضراء الثانية، وأُسروا في الليل بواسطة سفن أسرع وأكثر قدرة على المناورة، ما أدى إلى إلحاق البريطانيين خسائر فادحة بالحرس الخلفي الإسباني ولكنهم فشلوا مرةً ثانيةً في تدمير السرب الفرنسي.

## خلفية
دُمر الأسطول الفرنسي المتوسطي بالكامل تقريبًا في معركة أبي قير البحرية في خليج أبي قير قبالة مصر في 1 أغسطس 1798. ونتيجةً لذلك، أصبحت البحرية الملكية البريطانية هي المهيمنة في البحر الأبيض المتوسط وفرضت حصارًا على الموانئ الفرنسية والإسبانية في المنطقة، بما في ذلك القواعد البحرية الهامة في تولون وقادس. كان البريطانيون يخططون لعملية واسعة النطاق لغزو مصر واستعادتها من الفرنسيين بحلول عام 1801، في حين وضع القنصل الأول نابليون بونابرت خططًا لاستعادة أسطول البحر الأبيض المتوسط وتعزيز الحامية الفرنسية قبل حدوث الغزو. انطلق سرب سفن من الموانئ الفرنسية الأطلسية متوجهًا إلى مصر تحقيقًا لهذه الغاية، وتم التوصل إلى اتفاق مع البحرية الإسبانية لتزويد البحرية الفرنسية بست سفن خطية من احتياطيهم في قادس. لم يصل السرب إلى مصر مطلقًا، وتحول إلى تولون تحت الضغط البريطاني وفصل السفن الأكثر صلاحية للإبحار التي حاولت التوجه عبثًا إلى مصر في وقت لاحق من العام بينما رسا ما تبقى من السفن في تولون.
غادر سرب من ثلاث سفن خطية متوجهة إلى مصر، والمفصولة عن السفن الراسية في تولون، إلى قادس تحت قيادة الأميرال تشارلز لينوي في يونيو 1801. أمر المسؤولين عن السرب لينوي بالانضمام إلى الأسطول الفرنسي والإسباني في قادس والاستيلاء على السفن هناك. وكان من الممكن للأسطول المشترك هماك، مدعومًا بـ 1500 جندي فرنسي تحت قيادة الجنرال بيير ديفو على سفن لينوي، شن عمليات كبيرة ضد القوات البريطانية أو تلك التابعة لحلفائها؛ اقتُرح شن الهجمات على مصر ولشبونة، على الرغم من عدم وجود خطة واضحة مخصصة لأي منهما. تمكنت سفن لينوي من مغادرة تولون دون مقاومة في غياب سرب الحصار البريطاني، ومرت على طول ساحل البحر الأبيض المتوسط الإسباني دون اعتراض، مرورًا بميناء جبل طارق البريطاني المحصن في 3 يوليو. أبلغ الكابتن لورد توماس كوكرين، الذي تم أسره مع سفينة إتش إم إس سبيدي في 4 يوليو، لينوي أن سربًا قويًا من سبع سفن خطية بريطانية تتمركز قبالة قادس تحت قيادة الأدميرال السير جيمس سوماريز. عند سماع هذا الخبر، أجل لينوي خطته للوصول إلى القاعدة البحرية الإسبانية وبدلًا من ذلك رسا في الجزيرة الخضراء، وهي بلدة ساحلية محصنة جيدًا في خليج الجزيرة الخضراء، مع مراقبة الأفق حتى جبل طارق.